# Fayt-le-Franc
Fayt-le-Franc [fa(j)iləfrɑ̃] est une section de la commune belge de Honnelles, située en Région wallonne dans la province de Hainaut. C'était une commune à part entière avant la fusion des communes de 1977.

## Évolution démographique
- Sources : INS, Rem. : 1831 jusqu'en 1970 = recensements, 1976 = nombre d'habitants au 31 décembre.

## Galerie

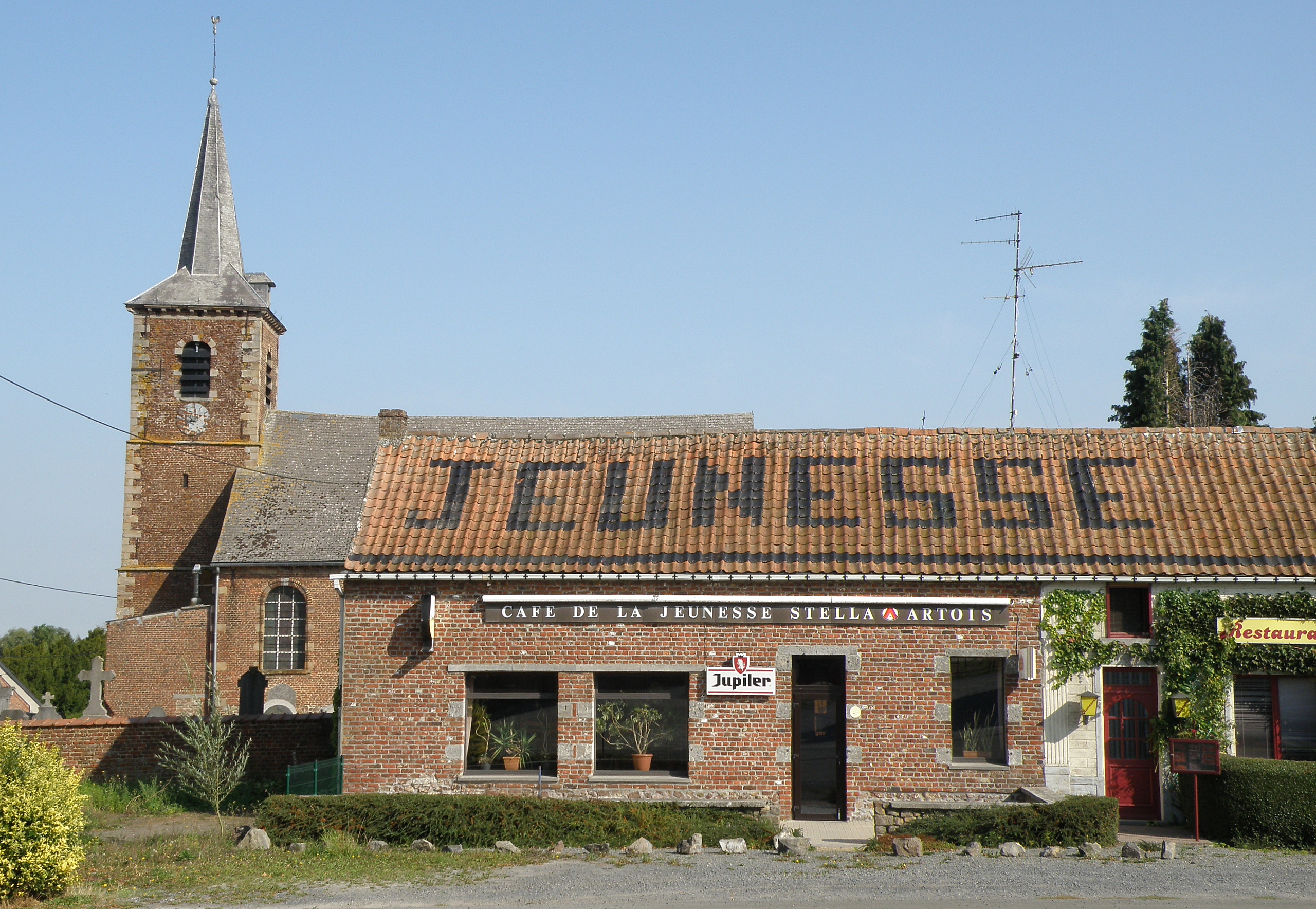
Le centre du village.
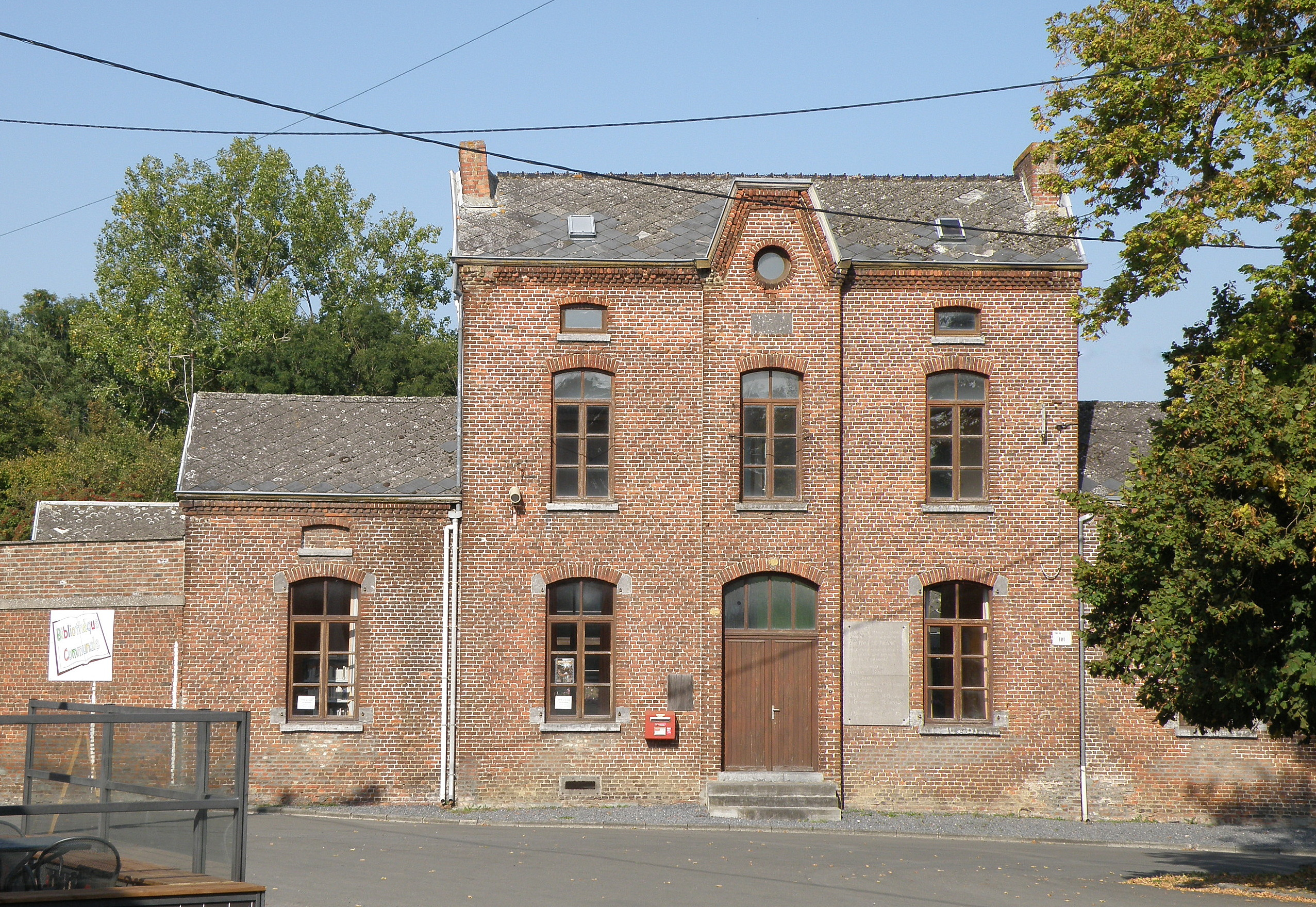
Bibliothèque publique, anciennement maison communale.
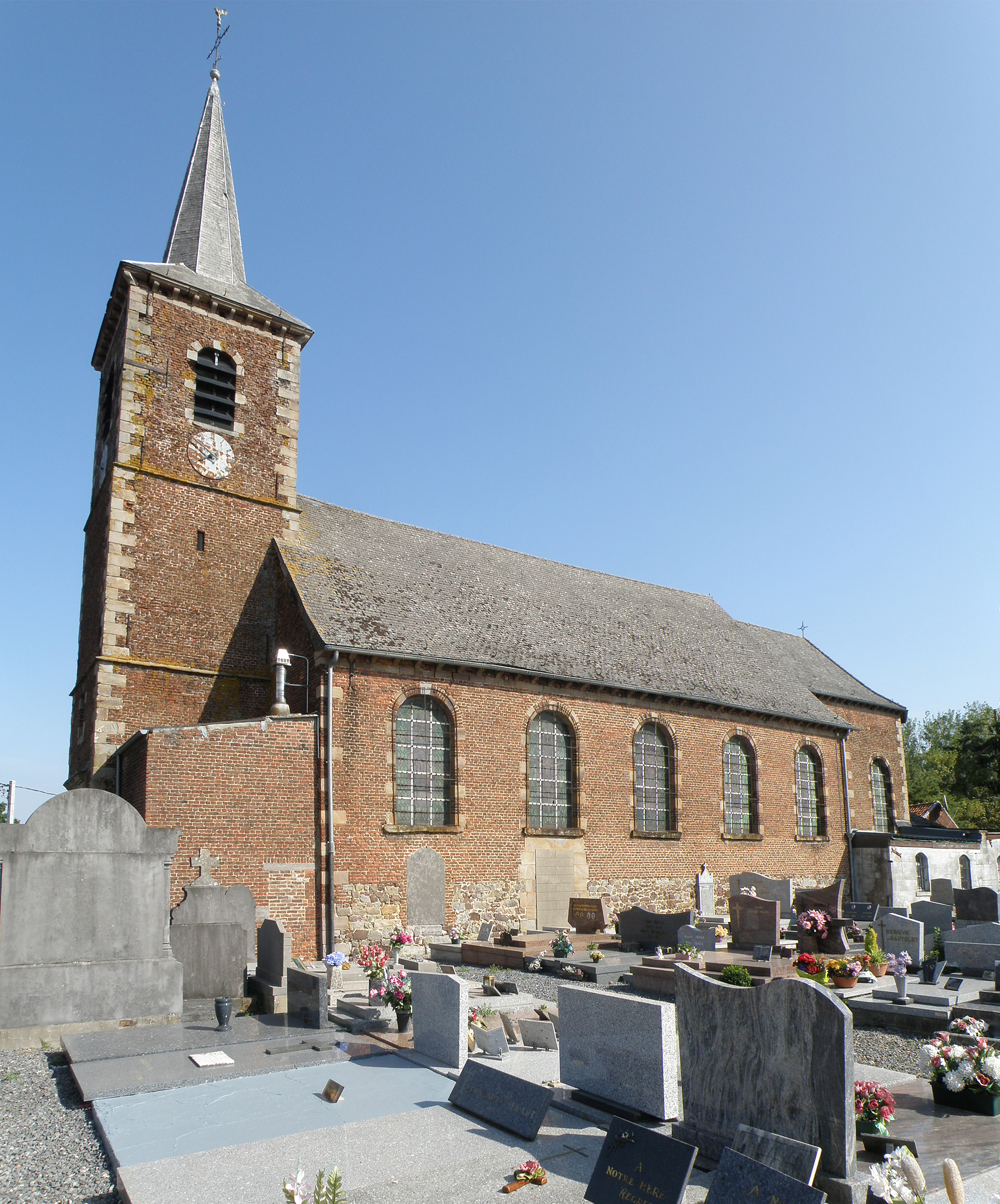
Église Saint-Nicolas, avec cimetière attenant.
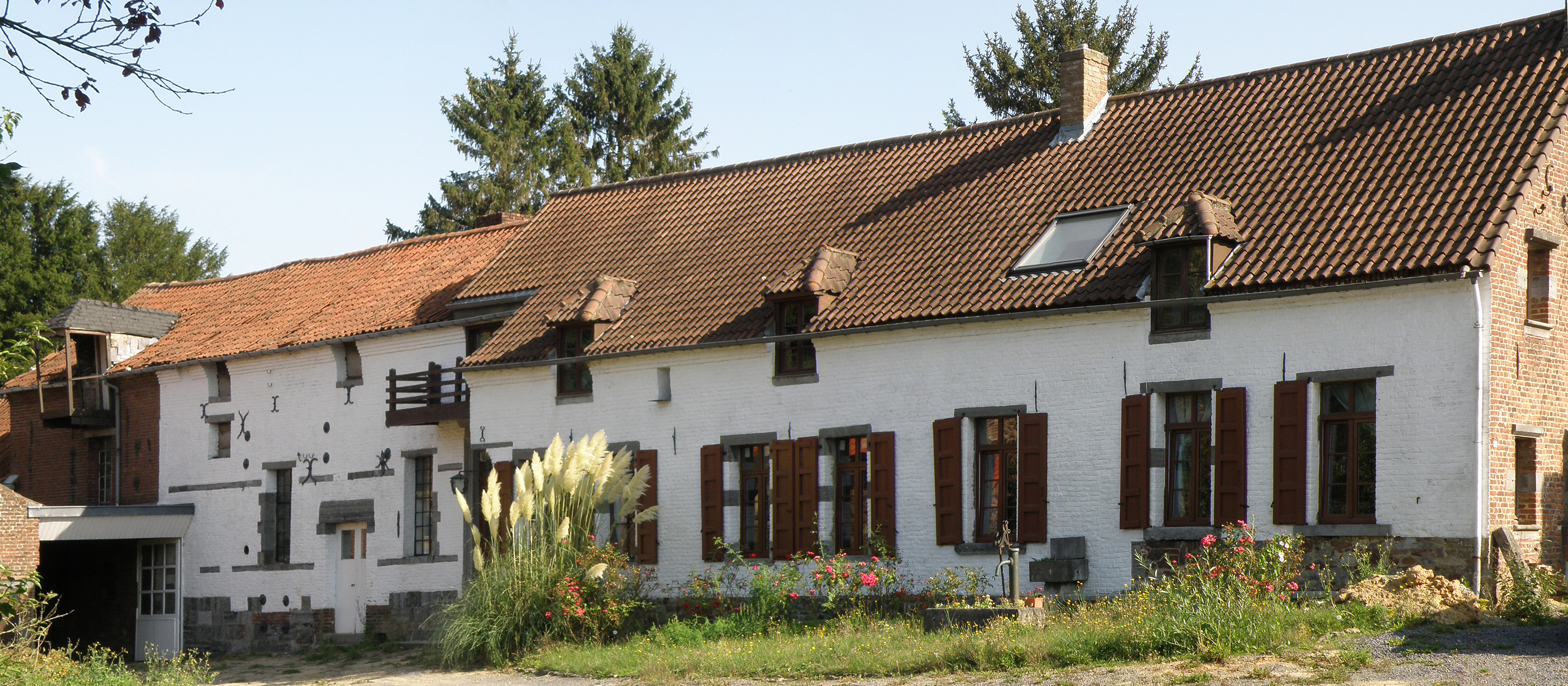
Ancienne brasserie, avec logis du propriétaire.

## Personnalité de la commune
- Georges Montenez (1873-1930), maître-graveur, frère du curé du lieu. Il est inhumé dans le cimetière avec son frère et ses deux sœurs[4],[5].
- Jules Montenez (1880-1942), ancien curé de la paroisse (1912-1942) qui a donné son nom à une rue du village, « rue Curé Montenez ». Il est le frère du maître-graveur Georges Montenez avec qui il est inhumé dans le caveau familial dans le cimetière dudit lieu[6].